# Drugi vatikanski sabor
Drugi vatikanski sabor bio je 21. sabor Rimokatoličke Crkve. Sabor je sazvao 1962. godine papa Jovan XXIII koji je umro pre kraja sabora, a dalje ga je vodio papa Pavle VI. Sabor je zaključen 1965 godine.
Odvijao se u četiri velike sesije. Na njima se okupilo gotovo tri hiljade crkvenih otaca iz 141 zemlje. U tri godine sabora održane su mnoge rasprave gde se promišljalo o reformama Crkve. No mnoge rasprave traju i danas, godinama nakon završetka sabora. Neke od najvažnijih izmena koje su donesena ne saboru su: liturgija na narodnom jeziku, sveštenik okrenut narodu, davanje hostije u ruke. Osim tih vidljivih izmena donesena su i četiri dokumanta trajnije vrednosti (konstitucije), upute za neposrednu primenu (dekreti) i deklaracije. Glavne teme prema kojima se Sabor odredio su:
1. Mesto laika u crkvi - nema više razlike između klerikâ i laikâ
2. Funkcionisanje Crkve - ustanovljene su sinode biskupâ, a po mesnim crkvama ustrojavaju se biskupske konferencije i sveštenički savjeti
3. Liturgija - vernici na misi postaju aktivni učesnici liturgije, a uvodi se bogoslužje na narodnom jeziku umesto na latinskom
4. Verska sloboda - priznaje se sloboda savesti kao jedna od temeljnih ljudskih prava
5. Odnosi sa Jevrejima - zvanično se prestaje s mržnjom prema Jevrejima i potvrđuje se duhovna veza između Jevreja i Katoličke crkve
6. Ekumenizam - priznanje vrednosti protestantske i pravoslavne crkve, a kasnije i s drugim hrišćanskih konfesijama
7. Međureligijski dijalog - priznavanje vlastite vrijednosti nehrišćanskim religijama i poticanje dijaloga s nehrišćanskim religijama

## Spoljašnje veze
- Dokumenta na stranicama vatican.va (језик: чешки) (језик: енглески) (језик: француски) (језик: немачки) (језик: италијански) (језик: португалски)
- Dokumenti Drugog vatikanskog sabora na hrvatskom jeziku (језик: хрватски)

## Literatura
- Članak na intrenetskoj stranici elektrostrojarske škole Varaždin[мртва веза]